# Europese kampioenschappen kunstschaatsen 1993
De Europese Kampioenschappen kunstschaatsen zijn wedstrijden die samen een jaarlijks terugkerend evenement vormen, georganiseerd door de Internationale Schaatsunie (ISU).
De kampioenschappen van 1993 vonden plaats van 12 tot en met 17 januari in Helsinki. Het was de tweede keer, na het EK van 1977, dat de kampioenschappen hier en in Finland plaatsvonden.
Voor de mannen was het de 85e editie, voor de vrouwen en paren was het de 57e editie en voor de ijsdansers de 40e editie.

## Geschiedenis
De Duitse en Oostenrijkse schaatsbond, verenigd in de "Deutscher und Österreichischer Eislaufverband", organiseerden zowel het eerste EK Schaatsen voor mannen als het eerste EK Kunstschaatsen voor mannen in 1891 in Hamburg, in toen nog het Duitse Keizerrijk, nog voor het ISU in 1892 werd opgericht. De internationale schaatsbond nam in 1892 de organisatie van het EK kunstschaatsen over. In 1895 werd besloten voortaan het WK kunstschaatsen te organiseren en kwam het EK te vervallen. In 1898, na twee jaar onderbreking, vond toch weer een herstart plaats van het EK kunstschaatsen.
De vrouwen en paren zouden vanaf 1930 jaarlijks om de Europese titel strijden. De ijsdansers streden vanaf 1954 om de Europese titel in het kunstschaatsen.

## Deelname
Er namen deelnemers uit een recordaantal van 26 landen deel aan deze kampioenschappen. Zij vulden het recordaantal van 92 startplaatsen in de vier disciplines in.
Voor België nam Alice Sue Claeys voor de tweede keer en voor Nederland nam Marion Krijgsman voor de derde keer deel in het vrouwentoernooi.
(Tussen haakjes het totaal aantal startplaatsen over de disciplines.)
| Rusland (11) Duitsland (9) Frankrijk (8) Tsjechië (7) Verenigd Koninkrijk (6) Polen (6) Hongarije (4) | Italië (4) Letland (4) Oekraïne (4) Zwitserland (4) Bulgarije (3) Denemarken (3) Finland (3) | Wit-Rusland (3) Estland (2) Oostenrijk (2) België (1) Kroatië (1) Georgië (1) | Litouwen (1) Nederland (1) Noorwegen (1) Roemenië (1) Slovenië (1) Spanje (1) |

## Medailleverdeling
Bij de mannen stonden de drie medaillewinnaars voor de eerste keer op het erepodium. Debutant Dmitri Dmitrenko werd de 36e Europees kampioen en de eerste kampioen uit het net onafhankelijke Oekraïne. Zijn landgenoot Viktor Petrenko werd in 1990 en 1991 tijdens de Sovjetperiode Europees kampioen. De beide Fransen Philippe Candeloro en Eric Millot eindigden op de tweede en derde plaats.
Bij de vrouwen prolongeerde de Française Surya Bonaly de Europese titel, het was haar derde titel op rij en ook haar derde medaille. Oksana Baiul uit Oekraïne veroverde haar eerste medaille. Voor de Duitse Marina Kielmann op plaats drie was het haar vierde medaille, in 1992 werd ze tweede en in 1990, 1991 ook derde.
Bij de paren veroverde het debuterende Russische paar Marina Jeltsova/Andrei Boesjkov als 24e paar de Europese titel. Zij traden in de voetsporen van de negen Sovjetparen die gezamenlijk 26 titels veroverden. Het Duitse paar Mandy Wötzel/Ingo Steuer op de tweede plaats veroverden hun eerste medaille als paar. Mandy Wötzel veroverde in 1989 de zilveren medaille met haar toenmalige schaatspartner Axel Rauschenbach voor Oost-Duitsland. Het Russische paar Jevgenia Sjisjkova/Vadim Naoemov (beiden overleden bij een vliegtuigongeluk in 2025) eindigde voor de derde opeenvolgende keer op de derde plaats, het was ook hun derde medaille.
Bij het ijsdansen werd het Russische paar Maja Oesova/Aleksandr Zjoelin het zestiende paar dat de Europese titel veroverde. Zij stonden voor de vijfde keer op het erepodium, in 1989, 1990, 1992 werden ze tweede en in 1991 derde. Hun landgenoten Oksana Grisjtsjoek/Jevgeni Platov stonden voor de tweede keer op het erepodium, in 1992 werden ze derde. Het paar Susanna Rahkamo/Petri Kokko op de derde plaats behaalde de eerste medaille bij het ijsdansen voor Finland. Het was de derde medaille bij de Europese kampioenschappen voor Finland, in het mannentoernooi werden Gunnar Jakobsson (1923) en Markus Nikkanen (1930) ook derde.
| Discipline | Goud                              | Zilver                              | Brons                              |
| ---------- | --------------------------------- | ----------------------------------- | ---------------------------------- |
| Mannen     | Dmitri Dmitrenko                  | Philippe Candeloro                  | Eric Millot                        |
| Vrouwen    | Surya Bonaly                      | Oksana Bajoel                       | Marina Kielmann                    |
| Paren      | Marina Jeltsova / Andrei Boesjkov | Mandy Wötzel / Ingo Steuer          | Jevgenia Sjisjkova / Vadim Naoemov |
| IJsdansen  | Maja Oesova / Aleksandr Zjoelin   | Oksana Grisjtsjoek / Jevgeni Platov | Susanna Rahkamo / Petri Kokko      |

## Uitslagen
| #                      | naam (deelname)        | land                         | pc     |
| ---------------------- | ---------------------- | ---------------------------- | ------ |
| Goud                   | Dmitri Dmitrenko       | Vlag van Oekraïne            |        |
| Zilver                 | Philippe Candeloro (3) | Vlag van Frankrijk           |        |
| Brons                  | Eric Millot (5)        | Vlag van Frankrijk           |        |
| 4                      | Konstantin Kostin (2)  | Vlag van Letland             |        |
| 5                      | Aleksej Oermanov (3)   | Vlag van Rusland             |        |
| 6                      | Michael Tyllesen       | Vlag van Denemarken          |        |
| 7                      | Oleg Tataurov          | Vlag van Rusland             |        |
| 8                      | Oula Jaaskelainen (9)  | Vlag van Finland             |        |
| 9                      | Steven Cousins (4)     | Vlag van Verenigd Koninkrijk |        |
| 10                     | Ronny Winkler (5)      | Vlag van Duitsland           |        |
| 11                     | Henrik Walentin (5)    | Vlag van Denemarken          |        |
| 12                     | Roman Jekimov          | Vlag van Rusland             |        |
| 13                     | Jaroslav Suchy (4)     | Vlag van Tsjechië            |        |
| 14                     | John Martin (3)        | Vlag van Verenigd Koninkrijk |        |
| 15                     | Gilberto Viadana (2)   | Vlag van Italië              |        |
| 16                     | Bessarion Tsintsadze   | Vlag van Georgië             |        |
| 17                     | Robert Grzegorczyk     | Vlag van Polen               |        |
| 18                     | Daniel Peinado         | Vlag van Spanje              |        |
| 19                     | Jan Erik Digernes (5)  | Vlag van Noorwegen           |        |
| 20                     | Szabolcs Vidrai        | Vlag van Hongarije           |        |
| 21                     | Rastislav Vnucko (2)   | Vlag van Tsjechië            |        |
| 22                     | Alexander Moerasjko    | Vlag van Wit-Rusland         |        |
| 23                     | Tomislav Cizmesija (7) | Vlag van Kroatië             |        |
| -                      | Cornel Gheorghe (4)    | Vlag van Roemenië            | t.z.t. |
| Vrije kür niet bereikt |                        |                              |        |
| 25                     | Marek Szaszor          | Vlag van Polen               |        |
| 26                     | Ivan Dinev (2)         | Vlag van Bulgarije           |        |
| 27                     | Florian Tuma           | Vlag van Oostenrijk          |        |
| 28                     | Nicolas Binz           | Vlag van Zwitserland         |        |
| 29                     | Ralmo Reinsalu         | Vlag van Estland             |        |

| #      | naam (deelname)        | land                         | pc     |
| ------ | ---------------------- | ---------------------------- | ------ |
| Goud   | Surya Bonaly (5)       | Vlag van Frankrijk           |        |
| Zilver | Oksana Bajoel          | Vlag van Oekraïne            |        |
| Brons  | Marina Kielmann (5)    | Vlag van Duitsland           |        |
| 4      | Tanja Szewczenko       | Vlag van Duitsland           |        |
| 5      | Maria Boetyrskaja      | Vlag van Rusland             |        |
| 6      | Krisztina Czako        | Vlag van Hongarije           |        |
| 7      | Zuzanna Szwed (3)      | Vlag van Polen               |        |
| 8      | Alice Sue Claeys (2)   | Vlag van België              |        |
| 9      | Marie-Pierre Leray (2) | Vlag van Frankrijk           |        |
| 10     | Simone Lang (4)        | Vlag van Duitsland           |        |
| 11     | Lenka Koelovana (4)    | Vlag van Tsjechië            |        |
| 12     | Olga Markova           | Vlag van Rusland             |        |
| 13     | Alma Lepina            | Vlag van Letland             |        |
| 14     | Nathalie Krieg (3)     | Vlag van Zwitserland         |        |
| 15     | Anna Rechnio           | Vlag van Polen               |        |
| 16     | Irena Zemanova         | Vlag van Tsjechië            |        |
| 17     | Victoria Dimitrova     | Vlag van Bulgarije           |        |
| 18     | Mojca Kopac            | Vlag van Slovenië            |        |
| 19     | Charlene von Saher (2) | Vlag van Verenigd Koninkrijk |        |
| 20     | Cristina Mauri         | Vlag van Italië              |        |
| 21     | Kaisa Kella (2)        | Vlag van Finland             |        |
| 22     | Marion Krijgsman (3)   | Vlag van Nederland           |        |
| 23     | Olga Vassiljeva        | Vlag van Estland             |        |
| -      | Laetitia Hubert (4)    | Vlag van Frankrijk           | t.z.t. |
| -      | Anisette Torp-Lind (4) | Vlag van Denemarken          | t.z.t. |

| #      | naam (deelname)                         | land                         | pc |
| ------ | --------------------------------------- | ---------------------------- | -- |
| Goud   | Marina Jeltsova Andrei Boesjkov         | Vlag van Rusland             |    |
| Zilver | Mandy Wötzel (5) Ingo Steuer (5)        | Vlag van Duitsland           |    |
| Brons  | Jevgenia Sjisjkova (3) Vadim Naumov (3) | Vlag van Rusland             |    |
| 4      | Radka Kavarikova (4) Rene Novotny (9)   | Vlag van Tsjechië            |    |
| 5      | Peggy Schwarz (4) Alexander König (5)   | Vlag van Duitsland           |    |
| 6      | Leslie Monod (2) Cedric Monod (2)       | Vlag van Zwitserland         |    |
| 7      | Jelena Tobjasj Sergey Smirnov           | Vlag van Rusland             |    |
| 8      | Jelena Berezjnaja Oleg Sliakov          | Vlag van Letland             |    |
| 9      | Beata Zielinska (3) Mariusz Siudek (2)  | Vlag van Polen               |    |
| 10     | Svetlana Pristav Vjatsjeslav Tasjenko   | Vlag van Oekraïne            |    |
| 11     | Jekaterina Silnitzkaja Marno Kreft      | Vlag van Duitsland           |    |
| 12     | Jacqueline Soames (2) John Jenkins      | Vlag van Verenigd Koninkrijk |    |
| 13     | Victoria Pearce Clive Shorten           | Vlag van Verenigd Koninkrijk |    |
| 14     | Sarah Abitbol Stephane Bernadis         | Vlag van Frankrijk           |    |
| 15     | Jelena Grigorjeva Sergei Sheiko         | Vlag van Wit-Rusland         |    |

| #      | naam (deelname)                               | land                         | pc |
| ------ | --------------------------------------------- | ---------------------------- | -- |
| Goud   | Maja Oesova (6) Aleksandr Zjoelin (6)         | Vlag van Rusland             |    |
| Zilver | Oksana Grisjtsjoek (4) Jevgeni Platov (4)     | Vlag van Rusland             |    |
| Brons  | Susanna Rahkamo (8) Petri Kokko (8)           | Vlag van Finland             |    |
| 4      | Anjelika Krylova Vladimir Fedorov             | Vlag van Rusland             |    |
| 5      | Stefania Calegari (7) Pasquale Camerlengo (7) | Vlag van Italië              |    |
| 6      | Sophie Moniotte (4) Pascal Lavachy (4)        | Vlag van Frankrijk           |    |
| 7      | Irina Romanova Igor Jarosjenko                | Vlag van Oekraïne            |    |
| 8      | Katerina Mrazova (3) Martin Simecek (6)       | Vlag van Tsjechië            |    |
| 9      | Tatjana Navka Samuel Gezolian                 | Vlag van Wit-Rusland         |    |
| 10     | Jennifer Gooldbe (3) Hendryk Schamberger (7)  | Vlag van Duitsland           |    |
| 11     | Margarita Drobiazko (2) Povilas Vanagas (2)   | Vlag van Litouwen            |    |
| 12     | Marika Humphreys Justin Lanning               | Vlag van Verenigd Koninkrijk |    |
| 13     | Irina Le Bed Alexandre Piton                  | Vlag van Frankrijk           |    |
| 14     | Agnieszka Domanska (2) Marcin Glowacki (2)    | Vlag van Polen               |    |
| 15     | Radmilla Chrobokova (2) Milan Brzy (3)        | Vlag van Tsjechië            |    |
| 16     | Kati Winkler Rene Lohse                       | Vlag van Duitsland           |    |
| 17     | Barbara Minorini Andrea Gilardi               | Vlag van Italië              |    |
| 18     | Angelika Fuhring Peter Wilczek                | Vlag van Oostenrijk          |    |
| 19     | Diane Gerencser (4) Alexander Stanislav       | Vlag van Zwitserland         |    |
| 20     | Eniko Berkes Szilard Toth                     | Vlag van Hongarije           |    |
| 21     | Noemi Vedres Endre Szentirmay                 | Vlag van Hongarije           |    |
| 22     | Albena Denkova (2) Hristo Nikolov (3)         | Vlag van Bulgarije           |    |
| 23     | Jelena Trocenko Erik Samovich                 | Vlag van Letland             |    |

Medaillewinnaars

Mannen · 
Vrouwen ·
Paren · 
IJsdansen

Toernooi

1891 · 
1892 · 
1893 · 
1894 · 
1895 · 
1896-1897 · 
1898 · 
1899 · 
1900 · 
1901 · 
1902-1903 · 
1904 · 
1905 · 
1906 · 
1907 · 
1908 · 
1909 · 
1910 · 
1911 · 
1912 · 
1913 · 
1914 · 
1915-1921 · 
1922 · 
1923 · 
1924 · 
1925 · 
1926 · 
1927 · 
1928 · 
1929 · 
1930 · 
1931 · 
1932 · 
1933 · 
1934 · 
1935 · 
1936 · 
1937 · 
1938 · 
1939 ·
1940-1946 · 
1947 · 
1948 · 
1949 · 
1950 · 
1951 · 
1952 · 
1953 · 
1954 · 
1955 · 
1956 · 
1957 · 
1958 · 
1959 · 
1960 · 
1961 · 
1962 · 
1963 · 
1964 · 
1965 · 
1966 · 
1967 · 
1968 · 
1969 · 
1970 · 
1971 · 
1972 · 
1973 · 
1974 · 
1975 · 
1976 · 
1977 · 
1978 · 
1979 · 
1980 · 
1981 · 
1982 · 
1983 · 
1984 · 
1985 · 
1986 · 
1987 · 
1988 · 
1989 · 
1990 · 
1991 · 
1992 · 
1993 · 
1994 · 
1995 ·
1996 · 
1997 · 
1998 · 
1999 · 
2000 · 
2001 · 
2002 · 
2003 · 
2004 · 
2005 · 
2006 ·
2007 ·
2008 ·
2009 ·
2010 ·
2011 ·
2012 ·
2013 ·
2014 ·
2015 ·
2016 ·
2017 ·
2018 ·
2019 ·
2020 ·
2021 · 
2022 · 
2023 · 
2024 · 
2025

WK kunstschaatsen ·
WK kunstschaatsen junioren ·
Viercontinentenkampioenschap ·
Olympische Spelen